# Alcácer do Sal
Alcácer do Sal es una ciudad portuguesa que pertenece al distrito de Setúbal, región Alentejo y comunidad intermunicipal de Alentejo Litoral, con cerca de 9100 habitantes.
Es la sede de un gran municipio con 1479,94 km² (kilómetros cuadrados) y apenas 14 287 habitantes (2001). Está subdividido en cuatro freguesias. El municipio está limitado al norte por Palmela, Vendas Novas y Montemor-o-Novo, al nordeste por Viana do Alentejo, al este por Alvito, al sur por Ferreira do Alentejo y Grândola, al oeste todavía por Grándola allende un brazo del estuario del Sado y, al noroeste, allende el estuario, por Setúbal.

## Demografía
| Gráfica de evolución demográfica de Alcácer do Sal entre 1864 y 2021 |
|                                                                      |
| Datos según el nomenclátor publicado por el INE portugués.           |

## Freguesias
Las freguesias de Alcácer do Sal son las siguientes:
- Alcácer do Sal (Santa Maria do Castelo e Santiago) e Santa Susana
- Comporta
- São Martinho
- Torrão

## Historia
Es una de las ciudades más antiguas de Europa, fundada antes de 1000 a. C. por los fenicios. Como en las ciudades también fenicias Lisboa y Setúbal, por aquel entonces se beneficiaba sal, se pescaba y salaba, se criaba caballos y otra ganadería, se cultivaba y se mercaba estaño de Cornualles.
Durante la era andalusí fue capital de la provincia de Al-Qássr. Alfonso I de Portugal la conquistó en 1158. Luego la ciudad fue reconquistada por los árabes. Durante el reinado de Alfonso II de Portugal y con auxilio de una flota de cruzados flamecos, renanos y frisones que viajaban en dirección a Oriente, la ciudad fue definitivamente conquistada convirtiéndose en cabeza de la Orden de Santiago.
Fue elevada a ciudad el 12 de junio de 1997.

## Patrimonio
Existe un abundante patrimonio cultural repartido por diferentes edificios.

## Ciudades hermanadas
- Chiclana de la Frontera, España (2003)

## Galería de imágenes

Panorámica de la localidad.
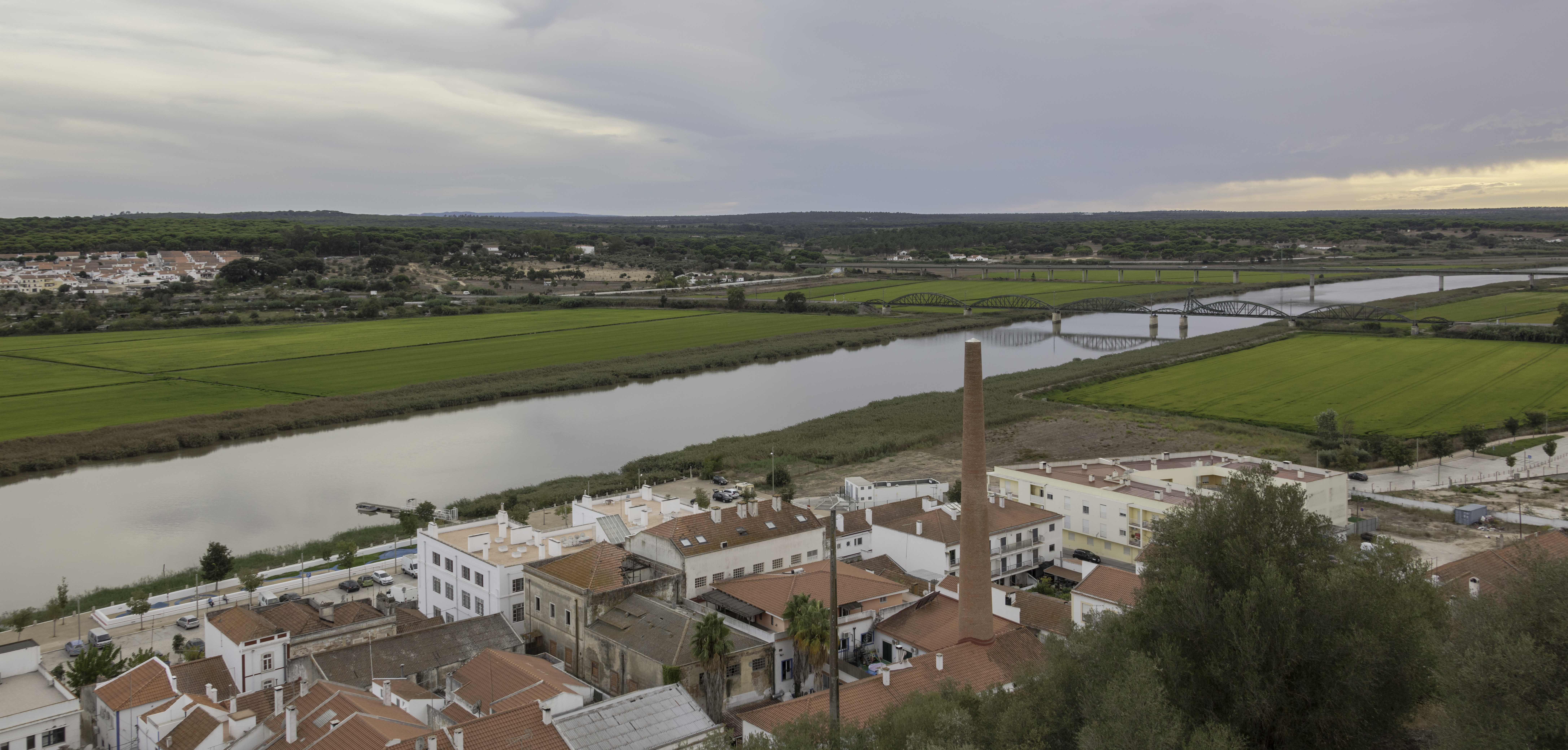
Panorámica del oeste de la localidad.
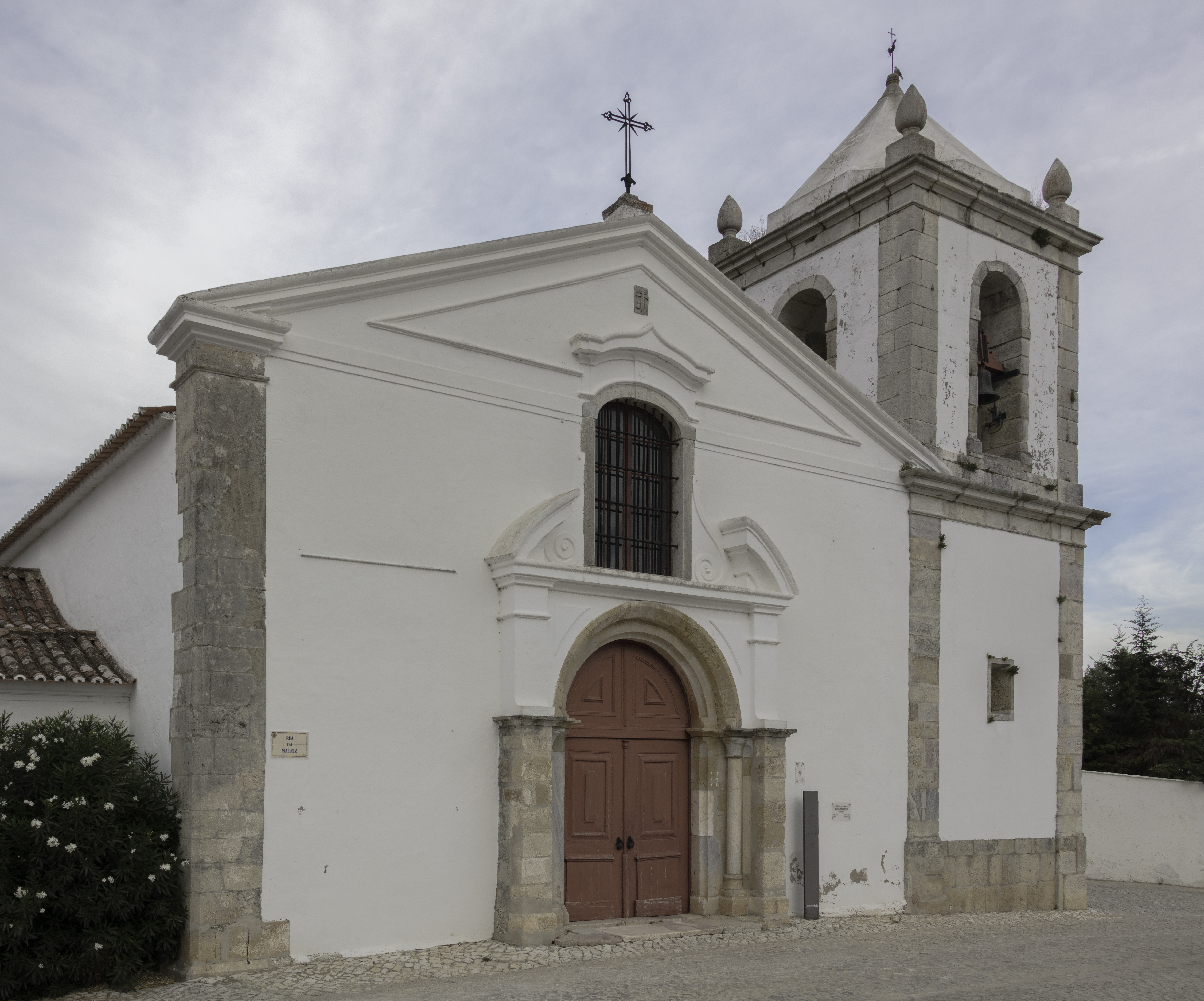
Iglesia matriz.
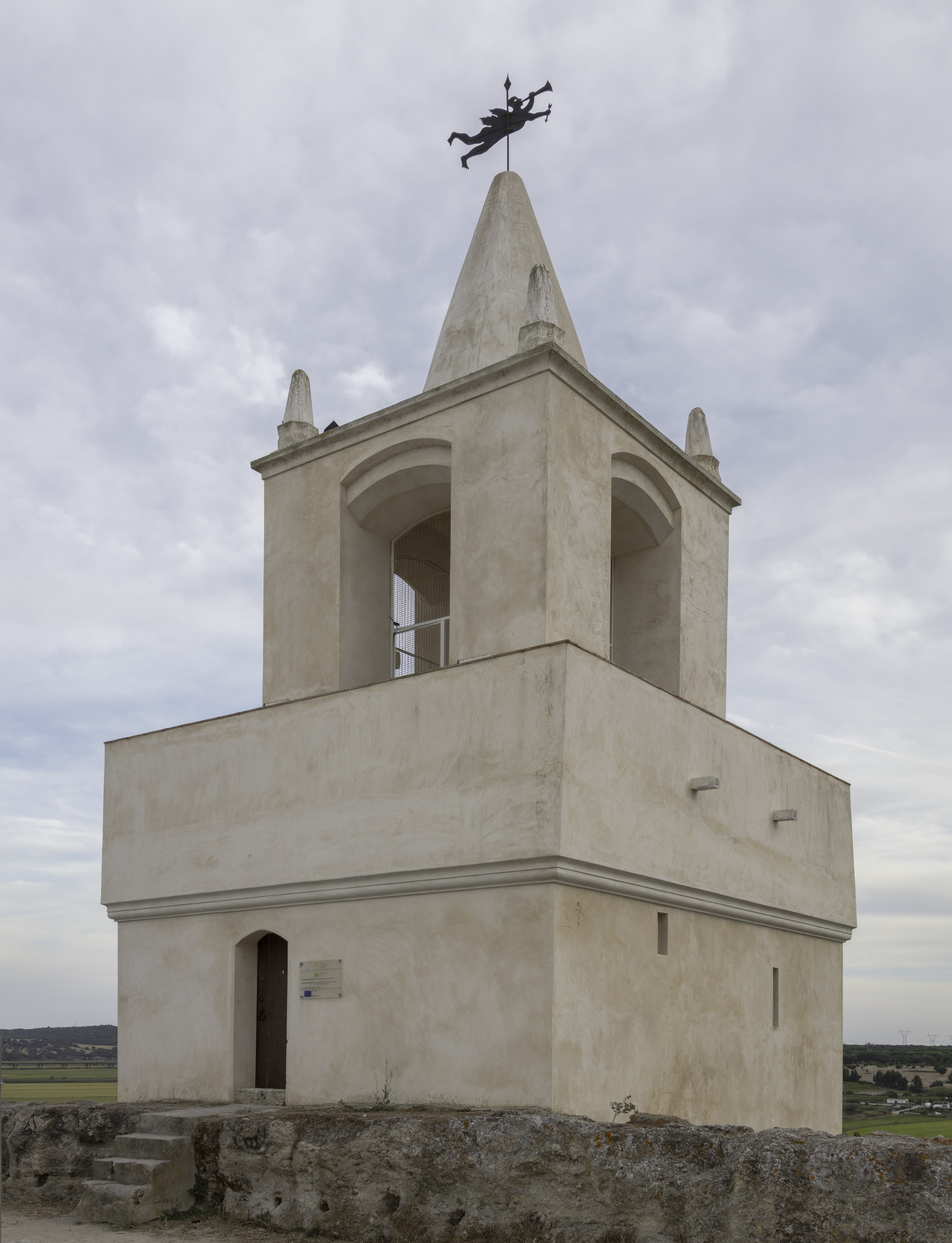
Torre del Reloj.
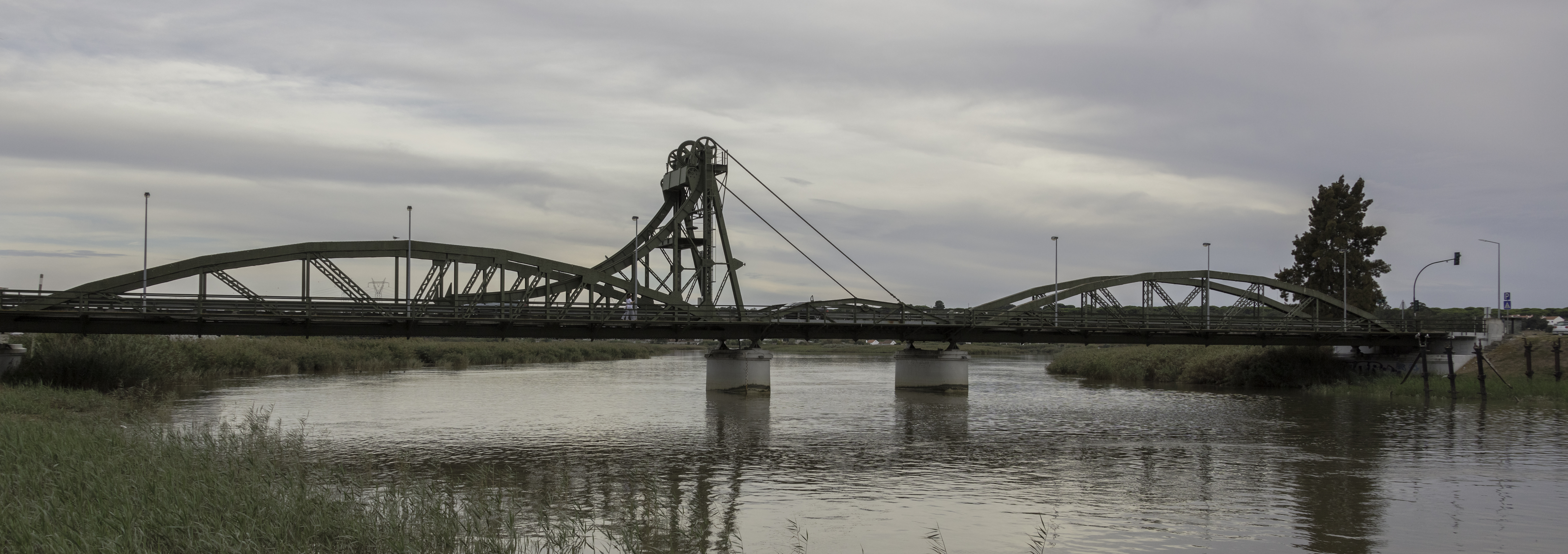
Puente de hierro sobre el río Sado.
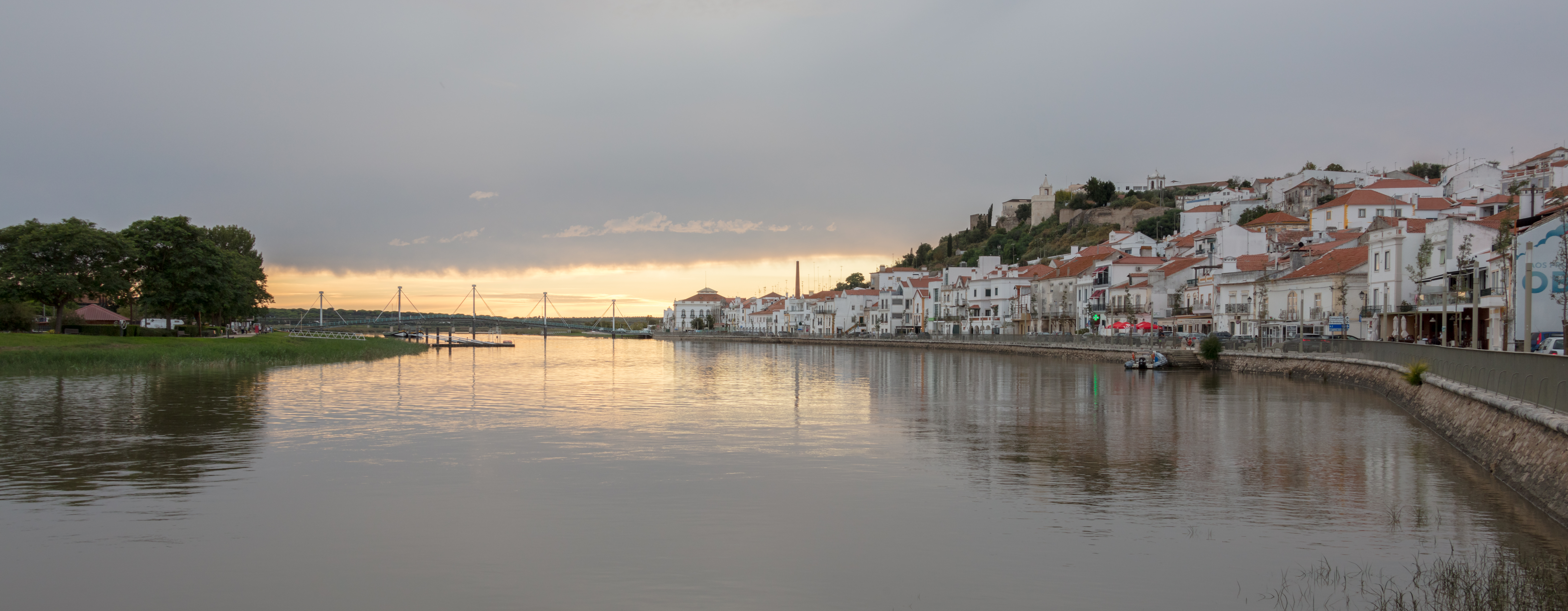
Río Sado a su paso por Alcácer do Sal.